# Sarrià - Sant Gervasi
Sarrià - Sant Gervasi és un dels 10 districtes de Barcelona segons la divisió de 1984, i és una amalgama entre dues unitats diferenciades entre si:
- la major part de l'antic terme de Sarrià, agregat a Barcelona el 1921, excepció feta del barri de Pedralbes, que fou atribuït al districte de les Corts;
- l'antic municipi de Sant Gervasi de Cassoles, agregat a Barcelona el 1897.

## Dades geogràfiques i socioeconòmiques
Està situat al nord-oest de la ciutat i limita al nord amb els districtes de Gràcia i Horta-Guinardó, al sud amb les Corts, a l'est amb l'Eixample i a l'oest amb els municipis de Sant Cugat del Vallès, Molins de Rei, Sant Feliu de Llobregat i Sant Just Desvern. En formen part, així mateix, els dos enclavaments barcelonins de Santa Creu d'Olorda, heretats de l'antic municipi de Vallvidrera mitjançant el de Sarrià.
Es tracta d'una zona residencial benestant, amb nombrosos parcs i zones verdes, combinats amb prestigiosos centres educatius concertats catòlics i diversos centres sanitaris. Segons l'INE, tenia 145.489 habitants el 2009.

## Divisió administrativa

Barris del districte de Sarrià i Sant Gervasi

Sarrià i Sant Gervasi inclou els següents barris administratius:
| Codi | Nom del barri                         | Població (2015) | Superfície (ha) | Densitat (hab/ha) | Sub-barris                                                                                  |
| ---- | ------------------------------------- | --------------- | --------------- | ----------------- | ------------------------------------------------------------------------------------------- |
| 22   | Vallvidrera, el Tibidabo i les Planes | 4.635           | 1.152,4         | 4                 | Vallvidrera (Font del Mont), el Tibidabo, les Planes (Can Rectoret, Mas Sauró, Mas Guimbau) |
| 23   | Sarrià                                | 16.624          | 24.614          | 81                | Can Caralleu                                                                                |
| 24   | Les Tres Torres                       | 16.624          | 78,8            | 211               |                                                                                             |
| 25   | Sant Gervasi - la Bonanova            | 25.511          | 223,5           | 114               | Sant Gervasi de Cassoles, la Bonanova                                                       |
| 26   | Sant Gervasi-Galvany                  | 46.968          | 165,9           | 283               | Sant Gervasi de Cassoles, Galvany                                                           |
| 27   | El Putget i Farró                     | 29.149          | 84,6            | 345               | el Putget, el Farró                                                                         |
| V    | Sarrià-Sant Gervasi                   | 147.501         | 2.009,4         | 73                |                                                                                             |

## Govern
| Batllia de Barcelona   | Regidoria                         | Mandat                                      | Presidència            | Mandat                                      |
| ---------------------- | --------------------------------- | ------------------------------------------- | ---------------------- | ------------------------------------------- |
| Pasqual Maragall (PSC) |                                   |                                             |                        |                                             |
| Joan Clos (PSC)        | Katy Carreras-Moysi (PSC)         | 2002 - 8 de setembre de 2006                | Jaume Ciurana (CiU)    | 1999 - 8 de setembre de 2006                |
| Jordi Hereu (PSC)      | Sara Jaurrieta (PSC)              | 8 de setembre de 2006 - 1 de juliol de 2011 | Joan Puigdollers (CiU) | 8 de setembre de 2006 - 1 de juliol de 2011 |
| Xavier Trias (CiU)     | Joan Puigdollers (CiU)            | 1 de juliol de 2011 - 13 de juny de 2015    | Óscar Ramírez (PP)     | 1 de juliol de 2011 - 13 de juny de 2015    |
| Ada Colau (BeC)        | Gerardo Pisarello (BeC)           | 13 de juny de 2015 - 10 de maig de 2016     | Jordi Martí (CiU)      | 13 de juny de 2015 - maig de 2019           |
| Ada Colau (BeC)        | Daniel Mòdol (PSC)                | 10 de maig de 2016 - 26 de maig de 2019     | Jordi Martí (CiU)      | 13 de juny de 2015 - maig de 2019           |
| Ada Colau (BeC)        | Albert Batlle (Units per Avançar) | 15 de juny de 2019-actualitat               |                        |                                             |

## Història

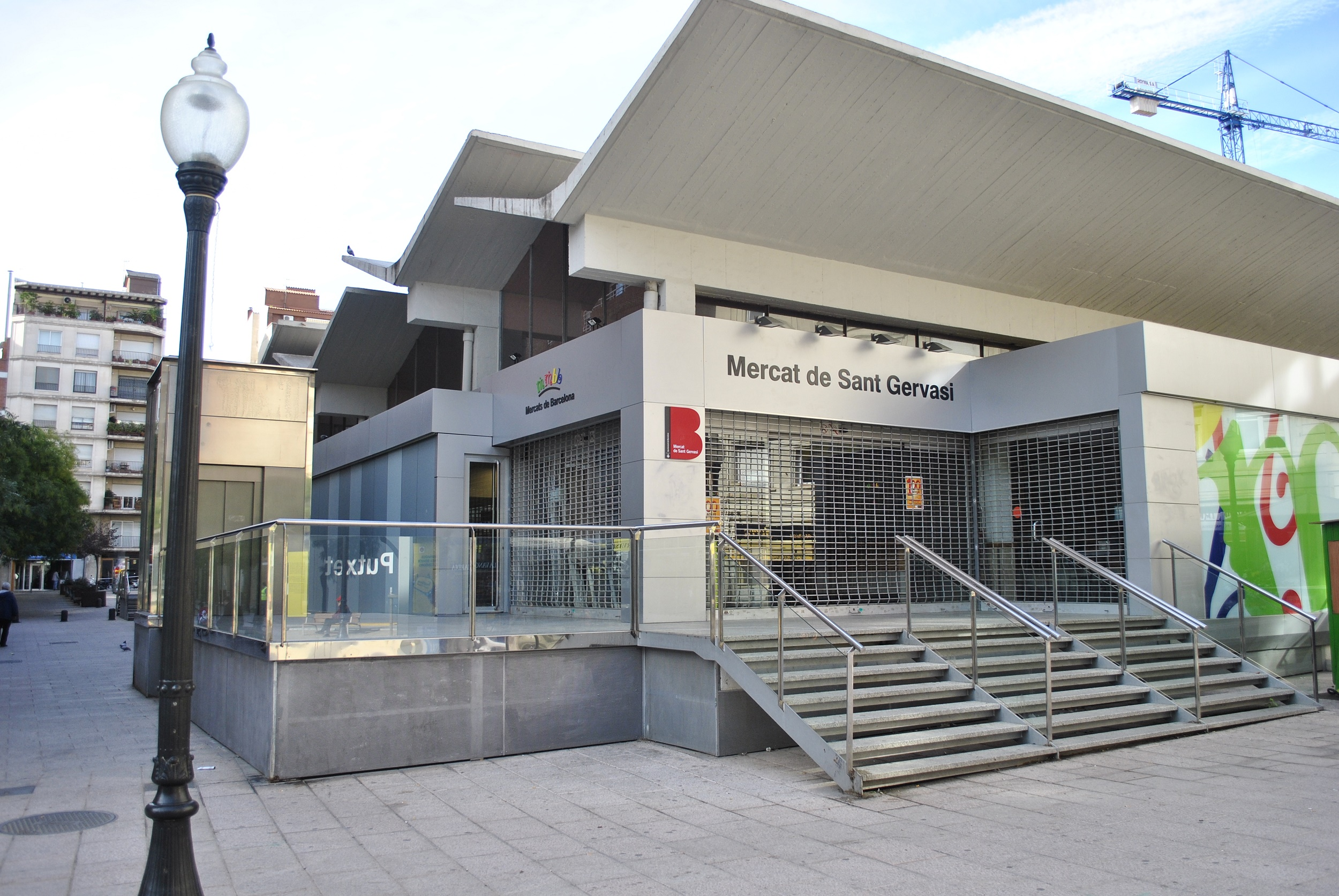
Nou Mercat de Sant Gervasi

L'actual districte de Sarrià i Sant Gervasi estigué dividit en tres municipis, posteriorment dos, fins a l'annexió de tots ells a Barcelona: Sant Gervasi de Cassoles, Sarrià, i Vallvidrera (Vallvidrera i les Planes).

### Sarrià
L'antic terme de Sarrià ha canviat els seus límits al llarg del segle xix i fou l'últim municipi annexionat a Barcelona, el 4 de novembre de 1921. Les Corts de Sarrià, més conegut actualment com Les Corts, es va independitzar de Sarrià el 1836 i el municipi de Vallvidrera va formar part de Sarrià durant un petit període entre 1892 i 1921.
Sense tenir en compte el territori de les Corts de Sarrià ni de Vallvidrera que foren municipis independents, el municipi de Sarrià tenia com a nucli principal la vila de Sarrià, també incloïa els actuals barris de les Tres Torres i Pedralbes, aquest últim ara pertany al districte de les Corts.

### Sant Gervasi de Cassoles
Sant Gervasi de Cassoles va ser agregat a Barcelona el 1897 juntament amb la majoria de municipis del pla de Barcelona. Sant Gervasi incloïa els actuals barris de Sant Gervasi - la Bonanova, Sant Gervasi - Galvany, el Putget i el Farró i el Tibidabo. El nucli principal n'era Sant Gervasi que es troba principalment al barri de Sant Gervasi - la Bonanova, en aquest s'hi poden diferenciar dos sectors, el de Sant Gervasi i el de la Bonanova. Sant Gervasi és la part més antiga i la Bonanova s'urbanitzà al voltant del camí que es va construir per connectar el nucli de Sant Gervasi amb l'antic municipi independent de Sarrià.

### Vallvidrera
L'antic municipi de Vallvidrera incloïa Vallvidrera i les Planes de Vallvidrera, aquest últim ara més conegut simplement com les Planes. Vallvidrera fou el nucli principal del municipi de Vallvidrera i el que li donava nom. Finalment fou annexionat pel municipi de Sarrià el 1890.